# Phyllanthus angustatus
Phyllanthus angustatus là một loài thực vật có hoa trong họ Diệp hạ châu. Loài này được Hutch. miêu tả khoa học đầu tiên năm 1911-1912 publ. 1914.